# ОШ „Свети Сава” Горњи Смртићи
ОШ „Свети Сава” је једна од основних школа на подручју општине Прњавор. Налази се на адреси Горњи Смртићи бб. Име је добила по Светом Сави по српском принцу, монаху, игуману манастира Студенице, књижевнику, дипломати и првом архиепископу аутокефалне Српске православне цркве. Рођен је као Растко Немањић, најмлађи син великог жупана Стефана Немање, и брат Вукана и Стефана Првовенчаног.

## Историјат
Прва школа на овом подручју радила је 1922-1941. године. Током Другог свјетског рата школска зграда је запаљена, а 1947. саграђен је нови објекат и школа је поново почела да ради. Била је подручна четворогодишња, потом петогодишња, па шестогодишња, а од септембра 1976. радила је у новосаграђеном објекту као централна осмогодишња школа под називом "25. мaj" са 525 ученика.  Касније су јој припојене и подручне школе у селима Доњи Смртићи (основана 1978) и Печенег Илова (1980). Школско подручје обухвата села: Горњи Палачковци, Доњи Палачковци, Доњи Смртићи и Печенег Илова. Почетком септембра 1991. добила је назив ОШ "Свети Сава", а те године похађало ју је 413 ученика. Исте године припојена јој је подручна школа у Горњим Палачковцима. Школске 2015/2016. школа у Горњим Смртићима имала је 234 ученика, 32 наставника и вјероучитеља православне вјеронауке. У њеном саставу радиле су подручне петогодишње школе у Доњим Смртићима, Горњим Палачковцима и Печенег Илови. Поред библиотеке са око 5.000 књига, школа има спортску салу и спортске терене.